# رون دارلينغ
رون دارلينغ (بالإنجليزية: Ron Darling)‏ هو لاعب كرة قاعدة أمريكي، ولد في 19 أغسطس 1960 في هونولولو في الولايات المتحدة.

## وصلات خارجية
- رون دارلينغ على موقع دوري كرة القاعدة الرئيسي (الإنجليزية)
- رون دارلينغ على موقعبيزبول رفرنس.كوم (الدوري الرئيسي) (الإنجليزية)
- رون دارلينغ على موقعبيزبول رفرنس.كوم (الدوري الثانوي) (الإنجليزية)
- رون دارلينغ على موقع جمعية أبحاث البيسبول الأمريكية (الإنجليزية)
- رون دارلينغ على موقع إي إس بي إن.كوم (أم.أل.بي) (الإنجليزية)
- رون دارلينغ على موقع مشجعي الرسوم البيانية (الإنجليزية)
- رون دارلينغ على موقع IMDb (الإنجليزية)
- رون دارلينغ على موقع ميوزك برينز (الإنجليزية)
- رون دارلينغ على موقع إن إن دي بي (الإنجليزية)
- رون دارلينغ على موقع قاعدة بيانات الفيلم (الإنجليزية)